# نموذج الانتقال الحلزوني - الملف
نماذج الانتقال الحلزوني - الملف أو Helix–coil transition models هي تقنيات رسمية في الميكانيكا الإحصائية تم تطويرها لوصف مطابقة البوليمرات الخطية في المحلول. عادةً ما يتم تطبيق النماذج ولكن لا يتم تطبيقها حصريًا على البولي ببتيدات كمقياس للجزء النسبي من الجزيء في التشكل اللولبي ألفا مقابل الدوران أو الملف العشوائي. عامل الجذب الرئيسي في التحقيق في تكوين حلزون ألفا هو أن المرء يواجه العديد من سمات طي البروتين ولكن في أبسط نسختها. تحتوي معظم نماذج الملف اللولبي على معلمات لاحتمالية نواة اللولب من منطقة الملف وانتشار اللولب على طول التسلسل بمجرد أن يكون النواة؛ نظرًا لأن بولي ببتيدات اتجاهية ولها نهايات N-terminal و C-terminal مميزة، فقد تختلف معطيات الانتشار في كل اتجاه.
الحالتان هما:
- الحالة الحلزونية: تتميز بنمط دوار مشترك يتم الاحتفاظ به معًا بواسطة روابط هيدروجينية، (انظر alpha-helix).
- حالة الملف: تكتل من التسلسل العشوائي للذرات (انظر الملف العشوائي).

تشمل نماذج الانتقال الشائعة نموذج زم - براغ ونموذج ليفسون - رويغ وامتداداتهما وتنوعاتهما.
طاقة مضيف عديد ألانين الحلزون في محلول مائي:
{\displaystyle {\displaystyle \Delta G_{\text{folding}}=(m-2)\Delta H_{\alpha }-mT\Delta S}}
حيث m عدد البقايا في اللولب.